# 劉休範
劉 休範（りゅう きゅうはん、元嘉25年（448年）- 元徽2年5月22日（474年6月22日））は、南朝宋の皇族。文帝劉義隆の十三男。明帝劉彧の弟。

## 生涯
孝建3年（456年）、順陽王に封じられ、後に桂陽王に改封された。大明3年（459年）、江州刺史となった。明帝が劉子勛の乱を平定すると、南徐州刺史とされたが再び江州刺史とされた。
明帝により兄弟が殺されていたが、凡庸だった休範だけは粛清を免れた。泰予元年（472年）に明帝が崩御すると、遺詔により司空となる。明帝の息子とされる蒼梧王劉昱が即位したが、劉昱も叔父ら諸王十数人を殺したために叛逆を企て、元徽2年（474年）5月に尋陽で挙兵した。休範の軍は建康に迫ったが、わずか10日ぶりに右衛将軍の蕭道成に敗れて殺された。享年27。
この反乱平定により、蕭道成は国務に参画するようになり、後に南朝斉の建国の礎のひとつとなった。